# Шерлок, Эмбер
Э́мбер Ше́рлок (англ. Amber Sherlock), в девичестве — Хи́глетт (англ. Higlett; 1 декабря 1971, Сидней, Новый Южный Уэльс, Австралия) — австралийская журналистка и телеведущая.

## Биография
Эмбер Шерлок (девичья фамилия Хиглетт) родилась 1 декабря в Сиднее (штат Новый Южный Уэльс, Австралия), где и проживает на сей день. Она окончила «University of Technology».

## Карьера
Шерлок начала свою карьеру на «Seven Network» в Сиднее и работала для службы финансовых новостей в Банке Содружества до перехода на «Network Ten» для Олимпийских игр в Сиднее. Затем она перешла на финансовую журналистику, проработав в Лондоне в течение нескольких лет.
Шерлок начала работать на «Nine Network» в 2007 году.

## Личная жизнь
Эмбер замужем за Кристом Шерлоком. У супругов есть двое детей — дочь Пайпер Саммер Шерлок (род. в июне 2009) и сын Закари Джеймс Шерлок (род. в апреле 2014).